# Barbora Krištofová Sejáková
Barbora Krištofová Sejáková (* 23. března 1978 Praha, Československo) je česká klavíristka.

## Životopis
Absolvovala Pražskou konzervatoř (1998) a AMU (2002) u prof. Emila Leichnera. Studovala na Hochschule der Künste v Berlíně (László Simon) a na Hudební univerzitě Mozarteum v Salcburku (Hans Leygraf). Spolupracovala s řadou významných pianistických osobností (Nelly Akopian, Avner Arad, Joseph Banowetz, Lazar Berman, Donald Currier, Peter Efler, Sorin Enachescu, Walter Fleischmann, Douglas Humpherys, Eugen Indjic, Elena Lapitzkaja, Teresa Manasterska, Anne Queffélec, Peter Roggenkamp, Avi Schönfeld, Adam Wodnicki ad.), účastnila se mistrovských klavírních kurzů v České republice i v zahraničí.
Získala řadu cen z klavírních soutěží, přičemž mezi nejdůležitější patří 1. cena z Česko-japonské soutěže 1996, účast ve finále mezinárodní čtyřkolové soutěže v italské Pescaře 1998, 2. cena z mezinárodní klavírní soutěže na Festivalu de Bourgogne 1999 či 1. cena ze Soutěže Bohuslava Martinů 1999. Roku 2001 získala 3. cenu na Mezinárodní klavírní soutěži Ignáce Jana Paderewského v Bydgozsczi (Polsko) a s Triem Bergerettes vyhrála Soutěž Bohuslava Martinů. Pětkrát obdržela na různých soutěžích cenu za nejlepší interpretaci skladeb Bohuslava Martinů.
Barbora koncertuje doma i v zahraničí, jako sólistka vystoupila na hudebních festivalech Pražské Jaro, Festival de Bourgogne, European Piano Forum v Berlíně, Concentus Moraviae, The Kuhmo Chamber Music Festival ve Finsku, Beethovenovy dny v Karlových Varech, Festival Bohuslava Martinů. Působí též jako komorní hráčka v Triu Bergerettes (Barbora Krištofová Sejáková - klavír, Daniela Součková - housle, Tomáš Strašil – violoncello). Nahrává pro Český rozhlas a Českou televizi, byla zařazena na Prémiovou listinu mladých interpretů, je členkou Umělecké besedy.